# یمیلنو
یمیلنو (به لاتین: Jemielno) یک روستا در لهستان است که در گمینا یمیلنو واقع شده‌است.